# Podlachische Oper und Philharmonie

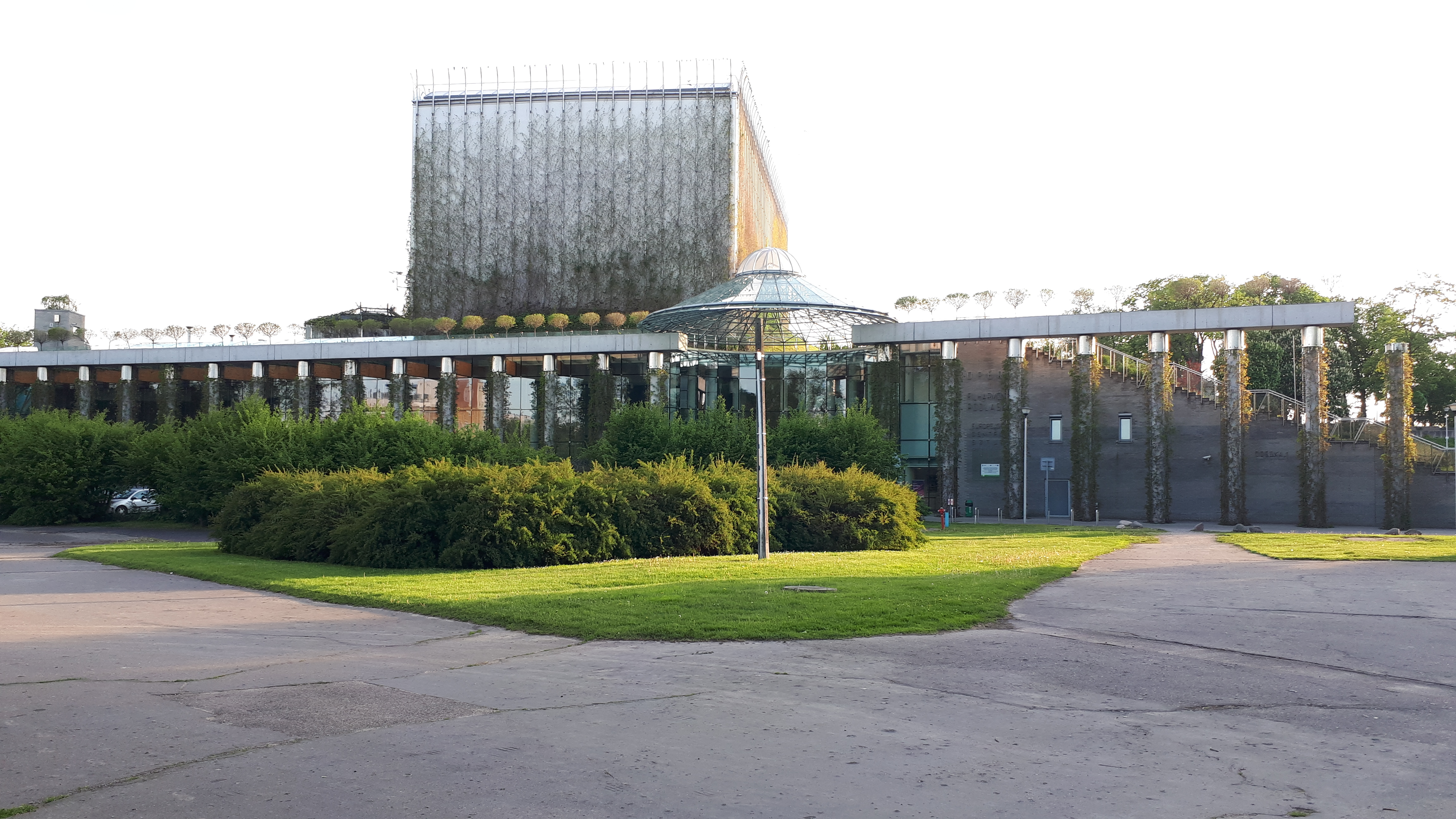
Der neue Sitz des Opernhauses in Białystok

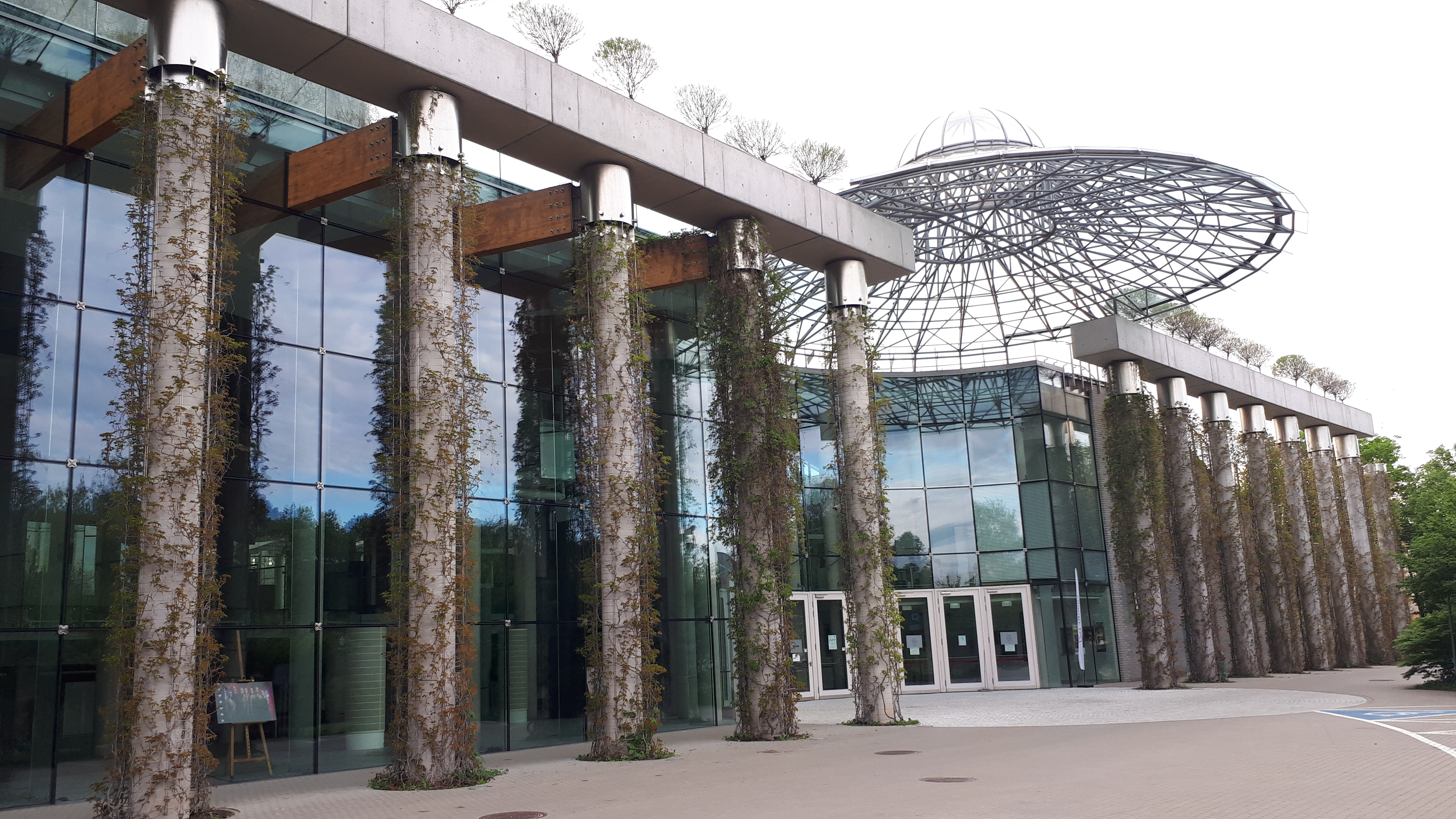
Der neue Sitz des Opernhauses in Białystok

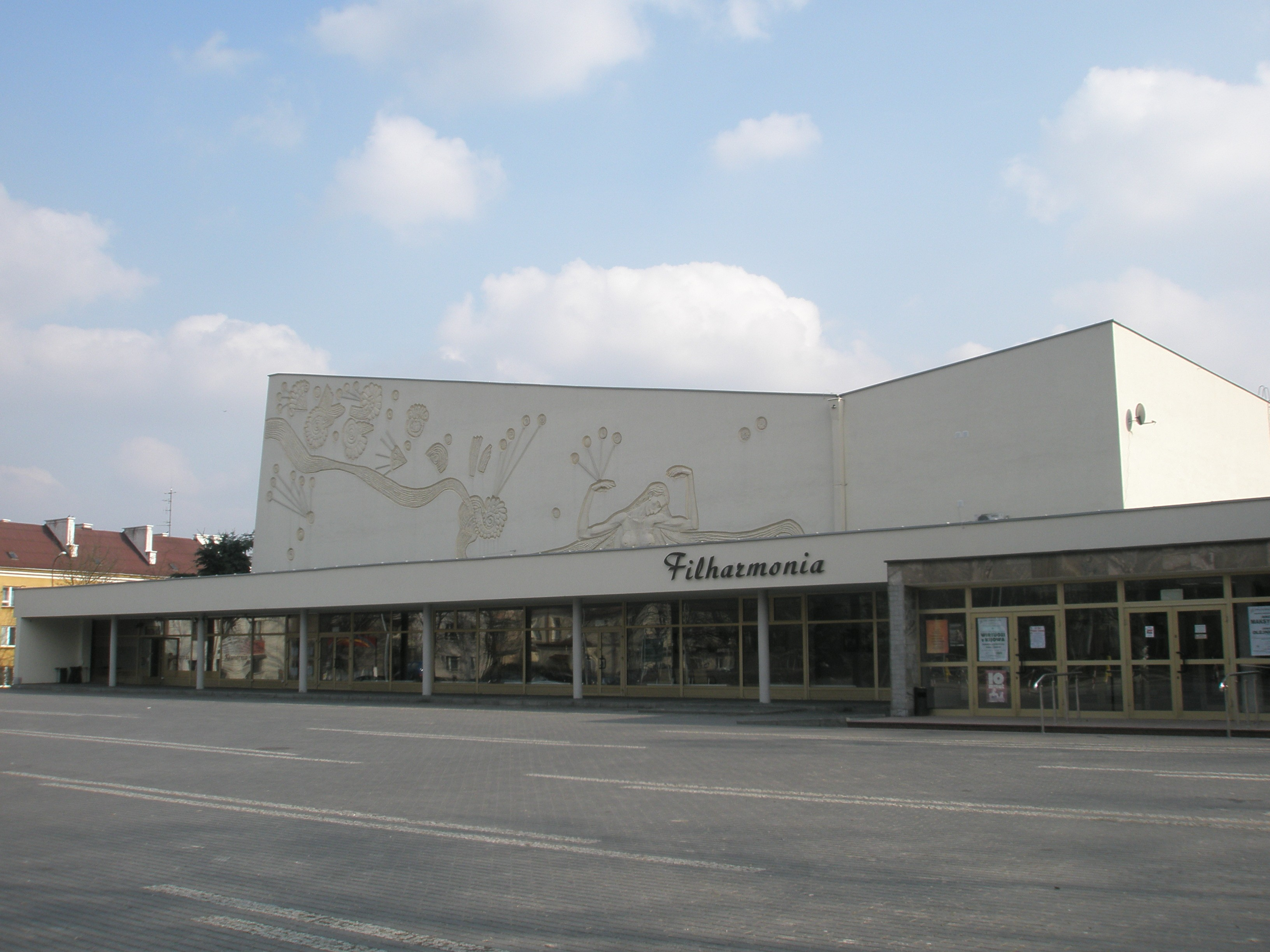
Das alte Philharmoniegebäude in der Podleśna-Straße

Die Podlachische Oper und Philharmonie – Europäisches Zentrum der Kunst (polnisch Opera i Filharmonia Podlaska – Europejskie Centrum Sztuki) mit ihrem Sitz in  Białystok  ist die wichtigste Kultureinrichtung der 1999 neu gegründeten Woiwodschaft Podlachien, dem nordöstlichen Teil Polens. Das Zentrum wurde am 28. September 2012 eröffnet.

## Geschichte
Das multifunktionelle Gebäude bietet mehreren Theater- und Musikensembles Raum, unter anderem dem 1954 gegründeten Staatlichen Symphonischen Orchester. Der Wirkungskreis geht über Podlachien hinaus und umfasst benachbarte Woiwodschaften und auch westliche Gebiete von Belarus.
Das Zentrum befindet sich in einer Parkanlage in Białystok, Odeska-Straße 1.
Vor der Eröffnung der Podlachischen Oper und Philharmonie gab es in Białystok relativ wenige Kultureinrichtungen. Zwar gab es das Aleksander-Węgierko-Theater und das Białystoker Puppentheater, aber das Symphonieorchester und andere Musikensembles traten im Węgierko-Theater und im Gościnny-Palast auf. 1974 erhielt das Symphonieorchester ein neues Gebäude mit Konzertsaal an der Podleśna-Straße 2, neben der Musikschule, am Rande einer großen Parkanlage und wurde zur Philharmonie umbenannt. Dieses Gebäude umfasst 447 Plätze.
Am 25. Oktober 2004 wurde vom Podlachischen Woiwodschaftssejm der Beschluss über den Bau des Europäischen Zentrums der Kunst angenommen. Es wurde das Gelände neben dem Puppentheater gewählt. Am Anfang des Jahres 2005 wurde ein internationaler Architekturwettbewerb ausgeschrieben. Von den 14 eingesandten Projekten wurde das Werk von Professor Marek Budzyński (* 1939) aus Warschau gewählt. Am 22. April 2006 wurde der Grundstein gelegt, am 28. September 2012 wurde das fertige Gebäude eingeweiht.
Im Gebäude befinden sich zwei Zuschauerräume: der Große Saal und der Kammerspielsaal. Seitens der Odeska-Straße befindet sich die Hauptfassade, gestaltet in Form einer riesigen Kolonnade. Das Gebäude ist durch den fensterlosen Schnurboden dominiert.
Der Flachdach ist als eine dem Publikum zugängliche Aussichtsterrasse gestaltet, mit Blick über das Stadtpanorama. Der Große Saal fasst 771 Plätze und kann bis auf 1000 Sitze erweitert werden. Der Raum umfasst achtzehntausend Kubikmeter. Das Szenenportal ist sechzehn Meter breit. Das Szenenpodium ist mit vier Senkbühnen ausgestattet, auch der Orchestergraben ist versenkbar. Im hinteren Nebenraum befindet sich die Drehbühne, in den Seitenräumen zwei 3 × 14 m große Bühnenwagen. Über dem Zuschauerraum sind gläserne Schallspiegel mobil aufgehängt, die eine Änderung der Akustik ermöglichen. Für den Konzertbetrieb ist eine zerlegbare Schallmuschel vorgesehen. Der Große Saal ist mit einer modernen Orgel ausgestattet. Das offene Amphitheater umfasst etwa 650 Sitzplätze.
Die Podlachische Oper und Philharmonie besitzt folgende Musikensembles:
- Symphonisches Orchester der Podlachischen Oper und Philharmonie (gegründet 1954)
- Chor der Podlachischen Oper und Philharmonie (gegründet 2006)
- Kinderchor der Podlachischen Oper und Philharmonie (gegründet 2011)
- Aleksander-Tansman-Quartett
- Blechbläserquintett OP!era Bass der Podlachischen Oper und Philharmonie
- Ensemble der Alten Musik Consort 415
- Big Band der Podlachischen Oper und Philharmonie